# Charles Douglas Kingsley Seaver
Charles Douglas Kingsley Seaver, britanski general, * 1887, † 1972.